# Дмитриевка (Хакасия)
Дми́триевка — деревня в Бейском районе Республики Хакасия, находится в 40 км на северо-восток от райцентра — села Бея на берегу озера Чёрное.
Расстояние до ближайшей железнодорожной станции Кирба — 15 км. Население — 198 чел. (01.01.2004), в том числе русские, украинцы, мордва.

## История
Деревня образована в 1904 году переселенцами с Полтавщины и из Мордовии. В 1950-60-е годы XX века население Дмитровки достигало 500 человек. Основное занятие населения — земледелие или личное подсобное хозяйство. Недалеко от насёленного пункта расположены Восточно-Бейское месторождение каменных углей и Саянский алюминиевый завод.
В 2004 году деревня торжественно отпраздновала свой 100-летний юбилей. На Пасху 12 апреля 2015 года в результате степного пала травы деревня полностью выгорела. После восстановительных работ последовало неожиданное расширение Восточно-Бейского угольного разреза, грозящее полным сносом сельского поселения к концу 2020 г.

## Население
| 2002 | 2010 |
| ---- | ---- |
| 194  | ↘155 |